# 羅廷規
羅廷規（?—?），中国五代十国时后梁驸马，魏州贵乡县（今河北省大名县）人，祖籍長沙。朱全忠的女婿，魏博节度使罗绍威的长子。

## 生平
宣武军节度使朱全忠把长女嫁给罗廷规。唐朝天祐三年（906年），朱氏去世。朱全忠应罗绍威的要求，以为女儿发丧为借口，派军到魏州杀尽魏博的牙兵，后梁建立后，梁太祖朱全忠又将女儿金华公主嫁给罗廷规。罗廷规死在父亲罗绍威之前。于是开平四年（910年）罗绍威死后，罗廷规的弟弟罗周翰继任魏博节度使。